# Kortvoeteilandrat
De kortvoeteilandrat (Brachytarsomys albicauda)  is een zoogdier uit de familie van de Nesomyidae. De wetenschappelijke naam van de soort werd voor het eerst geldig gepubliceerd door Günther in 1875.